# Nuevo Partido Democrático (Costa Rica)
El Nuevo Partido Democrático fue un partido costarricense de izquierda que postuló al exdiputado Rodrigo Gutiérrez Schwanhausen como candidato presidencial para las elecciones presidenciales de 1998, poco después de la salida de Gutiérrez del partido Fuerza Democrática tras disputas internas. Rodríguez obtendría  3,025 votos para un 0.2% del electorado y su partido no obtendría diputados.